# 児山城
児山城（こやまじょう）は、栃木県下野市下古山（下野国都賀郡児山郷）にあった日本の城。本丸跡の堀と土塁が残り、栃木県の史跡に指定されている。児山氏がおよそ10代にわたって拠った城であるが、文献記録に乏しく、謎の城とされてきた。

## 構造・遺構
姿川東岸の台地上に位置し、河岸段丘の丘と谷といった自然地形を利用して築かれた平城である。本丸跡の堀（一の堀）と土塁が残っており、その規模は東西約77 m×南北約87 mである。土塁の四隅に高まりがあり、櫓があった可能性がある。内堀の幅はおよそ20 mあることから、現存する城跡は戦国時代のものと考えられる。本丸跡は民有地であり、雑木林と化している。
往時の本丸は5重の堀と土塁に囲まれていたという説があり、東西400 m×南北700 mに及んだ。一の堀より外側の城跡はほとんどが宅地や耕地に変貌したが、空堀を道路に転用したとみられる箇所があったり、戦国時代の地割を基礎として発展した集落が残っていたりするなど、本丸以外の遺構も断片的に残されている。また、本丸跡の小字は本城（ほんじょう）といい、その北に西城・中城、更にその北に北城という小字がある。標高は本丸跡が最も低く、東に向かうにつれて高くなる。
児山城跡の南にある華蔵寺（下野大師）は、初代城主の児山朝定が建立した寺院であり、築城当時は城内にあったとされる。さらに南へ下った旧石橋中学校跡地（現・石橋総合病院敷地）の小字名は稲荷城であり、その北側に廃水路があることから、城の南端ではないかと推定されている。城の北端は、星宮神社境内北側に空堀らしき跡があることから、その付近とみられる。

## 歴史
伝承では、鎌倉時代後期に多功宗朝の息子である多功朝定が、児山郷（下野市下古山・上古山一帯）を分封されて築城したとされる。多功城（所領1,500町歩）の西の守りを固めるための城であり、所領は300 - 400町歩ほどと推定される。朝定は児山に姓を改め、肥後守と称した。朝定には息子がおらず、娘を三浦義行に嫁がせることで、五男の朝行を養子に迎え、2代城主に据えた。
推定6代城主の児山宗晴は、康暦2年5月16日（ユリウス暦：1380年6月19日）の茂原合戦に一族を率いて出陣し、小山義政の軍勢と戦い、武功を挙げた（小山氏の乱）。

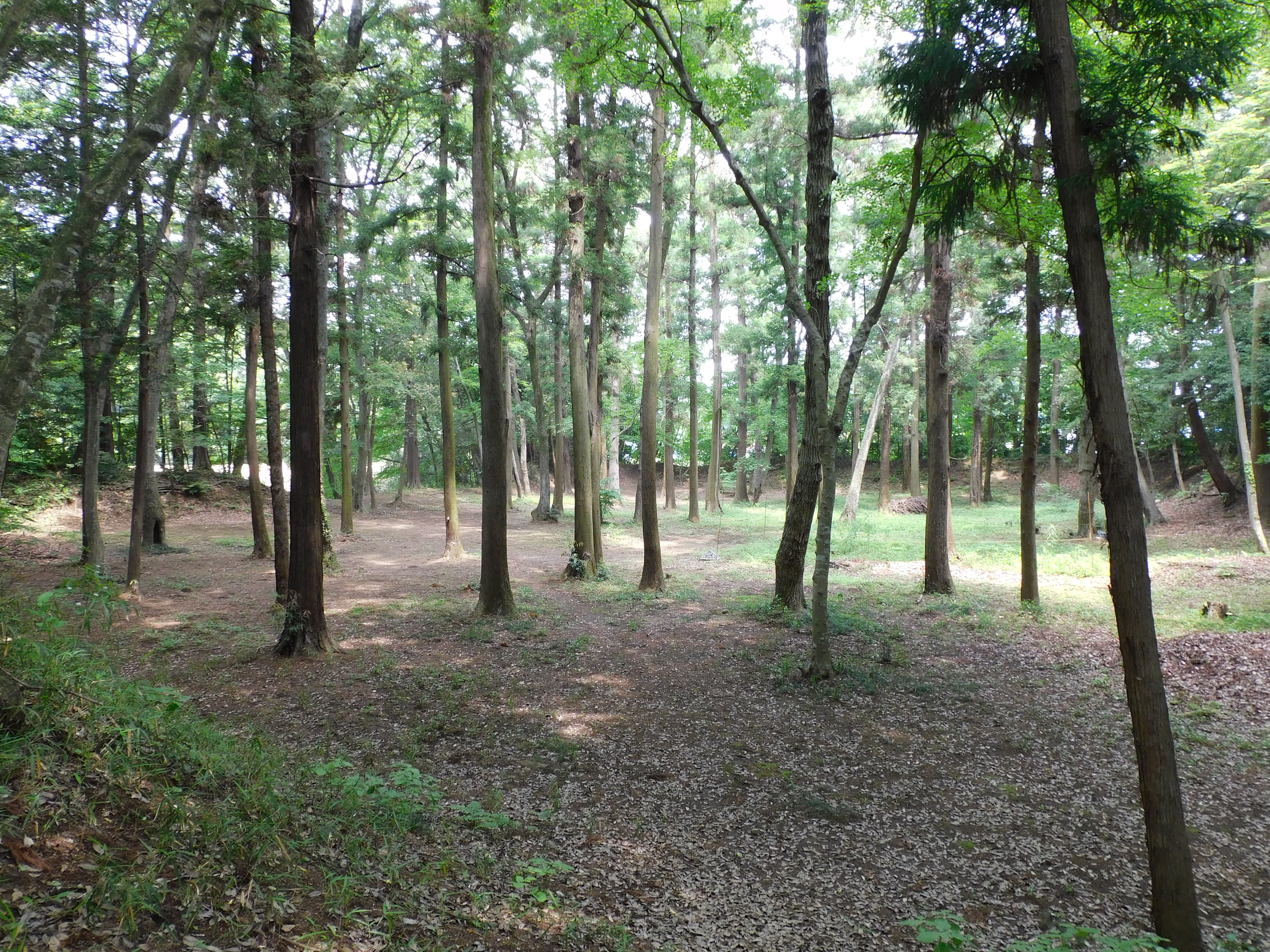
本丸跡

天文8年（1539年）の「小山高朝書状」に、「児山と号する地」で芳賀高経が籠城して防戦したという記述がある。この書状は、高朝が結城晴綱に宇都宮氏の家中で内紛があったことを伝えたものである。真岡城主である高経が児山城に籠ることを選んだ理由は不明であるが、吉田正幸は、高経が対立した壬生氏の壬生城と児山城が近接しており、壬生氏を打倒し宇都宮家中の主導権を握ろうとした、と解釈した。児山城主が高経を入城させた経緯や、籠城に備えて城を改修したのか、などの記録も残っていないが、児山城が宇都宮氏・壬生氏・小山氏の勢力圏の接点として重要だったことが窺える出来事である。籠城事件自体は、小田政治の仲介によって高経が城を出たことで終結した。
推定10代城主の児山兼朝は天文18年（1549年）の喜連川五月女坂の戦いに宇都宮尚綱方の先陣を切って出陣し、那須高資方に勝利を収めるかにみえたが、大将の尚綱を討ち取られたため撤収した。続く永禄元年（1558年）に上杉謙信が多功城へ攻め入った際に、兼朝が参戦して討死したため、そのまま廃城となったとされる。この戦いに備えて、児山城は本丸館や城郭の修復を進めていたが、完了前に攻め込まれ、落城した。この件は地元で、「築城中に上杉謙信に攻め落とされた」と誤って伝承された。
兼朝の戦死とともに児山氏は滅亡したとされるが、1590年代の多功氏の家臣帳には、児山三郎左衛門菊朝と児山太左衛門の名が記されている。慶長2年（1597年）、宇都宮氏は改易となり、宇都宮氏に仕えた各城主も下野国を追放された。下野市教育委員会は、宇都宮氏の改易に伴って廃城したと解説している。児山氏の家臣は帰農して児山郷に残ったと考えられる。
栃木県では貴重な、本丸を中心とした堀や土塁が往時の姿をとどめている城跡であることから、1961年（昭和36年）5月6日に栃木県指定史跡となった。城跡の保全活動団体である児山城址守り隊は、2021年（令和3年）7月1日より城跡に自生するヤマユリをあしらった御城印をグリムの館で販売し、収益を活動資金にしている。

## 歴代城主と子孫
城主は代々、児山三郎左衛門ノ尉を名乗った。文献等を突合すると、10代程度続いたと推測できる。城主の墓は華蔵寺にはなく、1980年代に古山小学校周辺で行われた土地区画整理事業の際に見つかった10基ほどの五輪塔が城主の墓ではないかと目されている。
- 初代：児山朝定[6]
- 2代：児山朝行[6]
- 推定6代：児山宗晴[6]
- 推定10代：児山兼朝[6]

郷土史家の小林昌三九は、児山氏の末裔が現代に残っているのではないかと考え、栃木県内に11軒ある児山姓の家に電話をし、つながった8軒すべてが福島県南会津郡の田島町（現・南会津町）か下郷町にルーツがあることを突き止めた。そして児山姓が両町に集中していることを電話帳で知り、1989年（平成元年）7月に両町の児山姓の家を訪ねて回った。その結果、先祖が児山城に連なる家系で当地へ逃げ延びてきたのではないかと考えている人に出会ったことや、児山姓の人々が家屋・人柄ともに立派であること、仏壇や墓を大切にしていること、各大字に児山姓が1戸か2戸しかなく同姓で婚姻すると災いが起こると伝承してきたことなどを総合し、彼らが児山城主の子孫であると小林は確信した。